# Niki Aebersold
Niki Aebersold (* 5. Juli 1972 in Freimettigen) ist ein ehemaliger Schweizer Radrennfahrer.
1995 siegte er in der Meisterschaft von Zürich für Amateure.
Niki Aebersold begann seine Profikarriere 1996 bei dem nur ein Jahr bestehenden Team PMU Romand-Bepsa. In den Jahren 1997 und 1998 fuhr er für das Post Swiss Team. Dort konnte er seine ersten Erfolge feiern und wurde 1998 Schweizer Meister im Strassenrennen. 1998 siegte er in der Schynberg-Rundfahrt und bei Wien–Rabenstein–Gresten–Wien. 1999 unterschrieb er einen Vertrag bei der niederländischen Mannschaft Rabobank. 2000 nahm er zum ersten Mal beim dreiwöchigen Giro d’Italia teil und wurde 68.
Von 2001 bis 2003 fuhr Aebersold beim deutschen Team Coast, zu dem 2003 auch Jan Ullrich wechselte. Als die Mannschaft die Gehälter der Fahrer nicht mehr zahlen konnte und deshalb vom Welt-Radsport-Verband gesperrt wurde, nutzte Aebersold die Gelegenheit und wechselte zusammen mit Alex Zülle zurück in die Schweiz zum Team Phonak Hearing Systems. Mit diesem Team fuhr er 2004 noch einmal beim Giro d’Italia  mit. Im Juli desselben Jahres gewann er eine Etappe bei der Tour de Suisse. 2005 siegte er in der Schellenberg-Rundfahrt und beendete seine Karriere mit 33 Jahren zu Ende der Saison.